# Aibar
Aibar (baskijski: Oibar) – gmina w Hiszpanii, w Nawarze, o powierzchni 47,79 km². W 2011 roku gmina liczyła 875 mieszkańców.